# Agila II
Agila ou Agila II (en arabe Akhila), mort vers 714, est l'un des derniers rois wisigoths d'Hispanie et de Septimanie de 711 à 714.

## Biographie
Selon un historien andalou du Xe siècle, Ibn al-Qūṭiyya, Agila est l'un des trois fils du roi Wittiza. C'est douteux car Wittiza meurt autour de l'année 710 vers l'âge de 25 ans ; soit Agila est encore un enfant lorsqu'il est élu roi, soit Wittiza est né avant les années 680 et n'est pas le fils de Cixilo (en), fille d'Ervige et épouse d'Égica.
Il semble avoir été un rival de Rodéric, mais ni l'un ni l'autre ne furent capables d'enrayer l'invasion musulmane et la progression de Tariq ibn Ziyad. À la mort d'Agila, son successeur Ardo (son frère selon Ibn al-Qūṭiyya) ne règne que sur la région de Narbonne (capitale de la Septimanie), au-delà des Pyrénées.
Les monnaies wisigothiques frappées à l'effigie d'Agila II proviennent de Narbonne, de Gérone, de Tarragone et de Saragosse. Une monnaie est également découverte dans le castrum de Puig Rom.